# Anonychomyrma malandana
Anonychomyrma malandana är en myrart som först beskrevs av Auguste-Henri Forel 1915.  Anonychomyrma malandana ingår i släktet Anonychomyrma och familjen myror. Inga underarter finns listade i Catalogue of Life.